# Mont Bwahit
Le Bwahit (ge'ez : ቧሒት ተራራ) est le troisième plus haut sommet des monts Simien en Éthiopie, atteignant 4 430 mètres d'altitude. Il est situé à 16 km à l'ouest du Ras Dashan (4 550 m), point culminant du massif et de l'Éthiopie.